# Morpho aureovirescens
Morpho aureovirescens är en fjärilsart som beskrevs av Le Moult 1926. Morpho aureovirescens ingår i släktet Morpho och familjen praktfjärilar. Inga underarter finns listade i Catalogue of Life.